# Nambangan Kidul
Nambangan Kidul is een bestuurslaag in het regentschap Madiun van de provincie Oost-Java, Indonesië. Nambangan Kidul telt 8064 inwoners (volkstelling 2010).